# Marcello Damy
Marcello Damy de Sousa Santos (Campinas, 14 de junho de 1914 — São Paulo, 29 de novembro de 2009) foi um físico, pesquisador e professor universitário brasileiro.
Foi a primeira pessoa a graduar-se em Física pela Faculdade de Filosofia Ciências e Letras da Universidade de São Paulo (FFCL), em 1936 e o responsável pela instalação do primeiro reator nuclear no país.

## Biografia
Marcello nasceu em Campinas, em 1914. Era filho de Haraldo Egydio de Souza Santos e Maria Francisca Damy de Souza Santos. Foi casado com Lúcia Toledo de Souza Santos. Era descendente da Viscondessa de Campinas, Maria Luzia de Souza Aranha. Seu irmão era o engenheiro, professor e doutor Tharcisio Damy de Souza Santos (Campinas, 1902).
Formou-se em 1936 na primeira turma do curso de física da Universidade de São Paulo (USP) e, desde então, tornou-se assistente de Gleb Wataghin, com quem trabalhava em raios cósmicos.
Em 1938, com bolsa de estudo do Conselho Britânico, seguiu os cursos de pós-graduação na Universidade de Cambridge sob a supervisão de William Lawrence Bragg, que havia recebido o Prêmio Nobel de Física de 1915. Com o fechamento da Universidade devido à Segunda Guerra Mundial, retornou ao Brasil, onde continuou suas pesquisas sobre raios cósmicos com Gleb Wataghin e Paulus Aulus Pompeia, que culminaram com a descoberta da produção de chuveiros de mésons.
Com a entrada do Brasil na guerra, Marcello dirigiu as pesquisas sobre sonar ultrassônico para detecção e localização de submarinos, tendo recebido a medalha do Mérito Naval no grau de Comendador pelos resultados obtidos.
Em 1945, a convite da Fundação Rockefeller, permaneceu nove meses na Universidade de Illinois, onde trabalhou com Donald William Kerst, inventor do bétatron. Após retornar ao Brasil, construiu o bétatron da USP, que foi o primeiro acelerador a funcionar na América Latina (em 1950). Iniciou com esse acelerador as pesquisas sobre Física Nuclear no Brasil, tendo sido encarregado pela USP e pelo CNPq como responsável pela instalação do reator do Instituto de Energia Atômica (IEA), hoje Instituto de Pesquisas Energéticas e Nucleares (IPEN), que começou a funcionar em 1957.
Foi diretor-fundador do IEA, presidente da Comissão Nacional de Energia Nuclear e membro da Junta de Governadores da Agência Internacional de Energia Atômica (AIEA) entre 1961 e 1964. De 1969 a 1972 foi membro do Comitê Internacional de Dados Nucleares da AIEA. Foi Professor Catedrático e Emérito da USP, da qual se aposentou em 1968, ocasião em que foi nomeado diretor do Instituto de Física da UNICAMP e encarregado de sua implantação.
Desde 1973 foi Professor Titular de Física Nuclear da Pontifícia Universidade Católica de São Paulo, da qual se aposentou em 1994 como Professor Emérito. Foi consultor do IPEN desde 1988, a convite de Rex Nazaré Alves.

## Morte
Marcello faleceu em 29 de novembro de 2009, aos 95 anos. Em setembro do ano seguinte, o IPEN inaugurou, em sua homenagem, o Espaço Cultural Marcello Damy.
Mais de 80 trabalhos foram publicados por Damy no Brasil e no exterior. Ele foi membro de várias sociedades científicas do país e do exterior, dentre elas a Academia Brasileira de Ciências.

## Legado
Para César Lattes, Damy foi o maior físico brasileiro até então.